# Salvador Barberà Sandez
Salvador Barberà Sandez (castellà: Salvador Barberà Sández)  (Barcelona, 1946) és un economista català, considerat una autoritat a escala internacional en la teoria de l'elecció social i les aplicacions de la teoria de jocs.

## Biografia
Fill d'un petit empresari, estudià al Liceu francès de Barcelona. Estudià ciències econòmiques a la Universitat de Barcelona, on va coincidir amb Andreu Mas-Colell, Alfred Pastor Bodmer i Xavier Calsamiglia i Blancafort i col·laborà en l'organització del SDEUB, raó per la qual hagué de continuar els estudis a la Universitat de Bilbao, on es llicencià el 1968. Després de fer el servei militar a Ceuta marxà als Estats Units, on el 1975 es doctorà en economia a la Universitat Northwestern. Després tornà a, on va treballar com a professor agregat a la Universitat Autònoma de Madrid i a la Universitat del País Basc, fins que el 1988 va obtenir la càtedra d'anàlisi econòmica a la Universitat Autònoma de Barcelona. El mateix any fou escollit fellow de l'Econometric Society.
En 2000 va fundar i presidir l'Associació Espanyola d'Economia. Ha publicat nombrosos articles sobre la teoria de l'elecció social, amb aportacions en el disseny de mecanismes d'elecció no manipulables. De 1984 a 1988 fou membre del Consell d'Universitats pel Congrés dels Diputats. De 1999 a 2004 fou director de la Institució Catalana de Recerca i Estudis Avançats (ICREA), i de 2004 a 2006 fou secretari general de Política Científica i Tecnològica en el primer govern de José Luis Rodríguez Zapatero. El 1996 fou guardonat amb el Premi Rei Joan Carles I d'Economia, en 2008 amb el Premi Rei Jaume I d'Economia per la Generalitat Valenciana i en 2010 amb el Premi Nacional d'Investigació Pascual Madoz.